# Pterostichus nigrocoeruleus
Pterostichus nigrocoeruleus är en skalbaggsart som beskrevs av Vandyke. Pterostichus nigrocoeruleus ingår i släktet Pterostichus och familjen jordlöpare. Inga underarter finns listade i Catalogue of Life.